# Oude Haven (Rotterdam)
De Oude Haven, ook Oudehaven en Oude haven, is een van de oudste havens van Rotterdam, in de Nederlandse provincie Zuid-Holland. Ze ligt in het centrum van de stad, zuidoostelijk van station Rotterdam Blaak.

## Geschiedenis
Na het afdammen van de Rotte door de Middeldam ter hoogte van wat nu de Hoogstraat is, bleef ten zuiden daarvan een stomp van de rivier over met verbinding naar de Maas, omgeven door moerasland. De eerste steiger werd hier omstreeks 1350 aangelegd.
Sinds ca. 1980 is de Oude Haven een uitgaansgebied met cafés en restaurants met terrassen aan het water, vlak bij de kubuswoningen, het Witte Huis en het ernaast gelegen Mariniersmuseum. De Hogeschool Rotterdam heeft een vestiging in de buurt.
De Oudehaven is niet de oudste haven van Rotterdam; dat was feitelijk een steiger in de gracht ten zuiden van de Middeldam. Die gracht bestaat nu nog gedeeltelijk als Steigersgracht, maar heette destijds toepasselijk 'Steyger'.
Aan de Oudehaven ligt ook de museale scheepshelling Koningspoort. De Oudehaven is aan de westkant verbonden met de Wijnhaven en aan de oostkant met het Haringvliet.

## Afbeeldingen

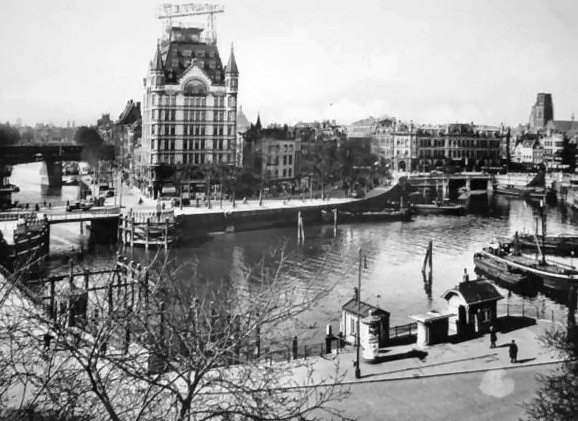
Oudehaven in 1935
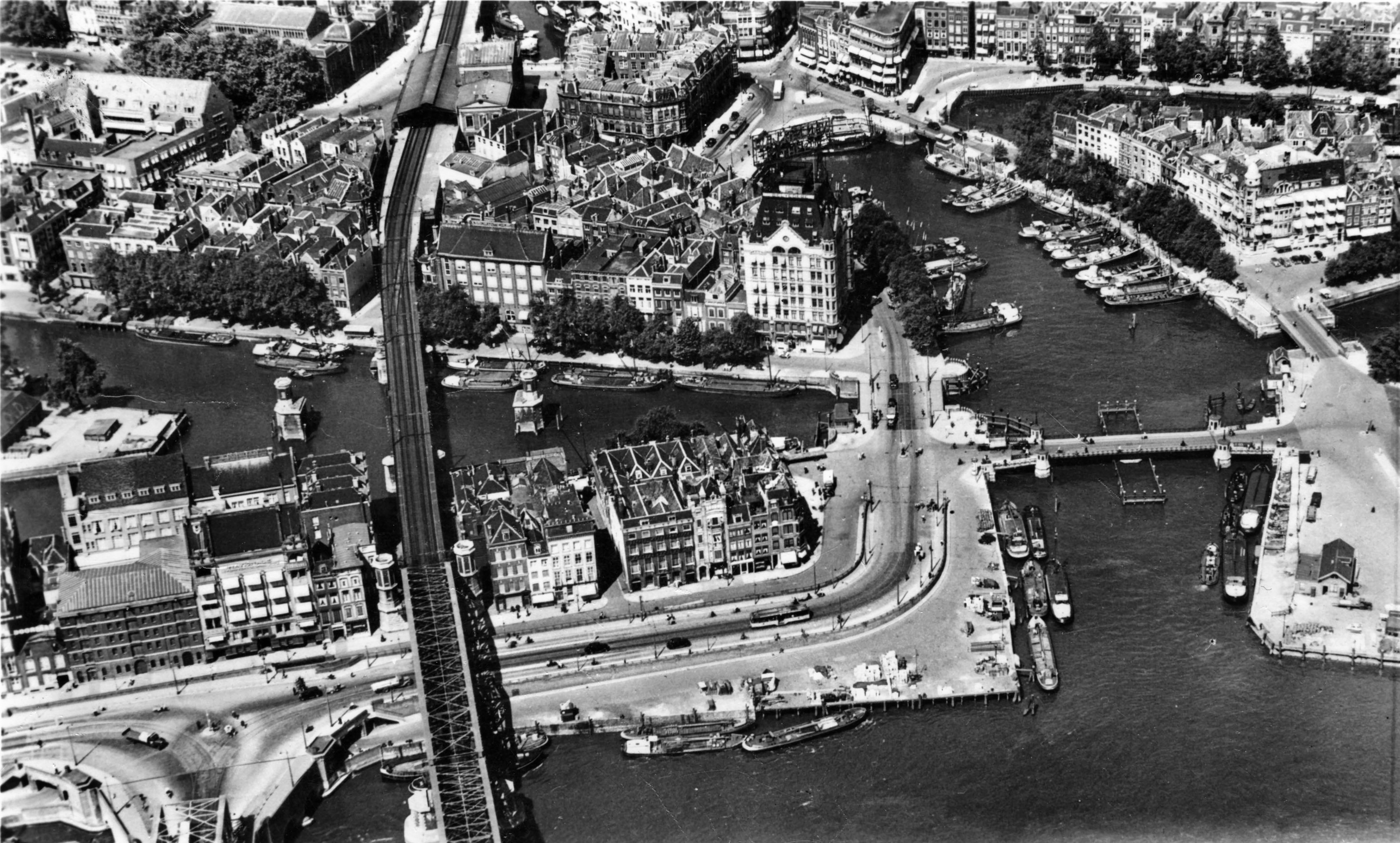
Bolwerk (voorgrond) en Oudehaven in 1939
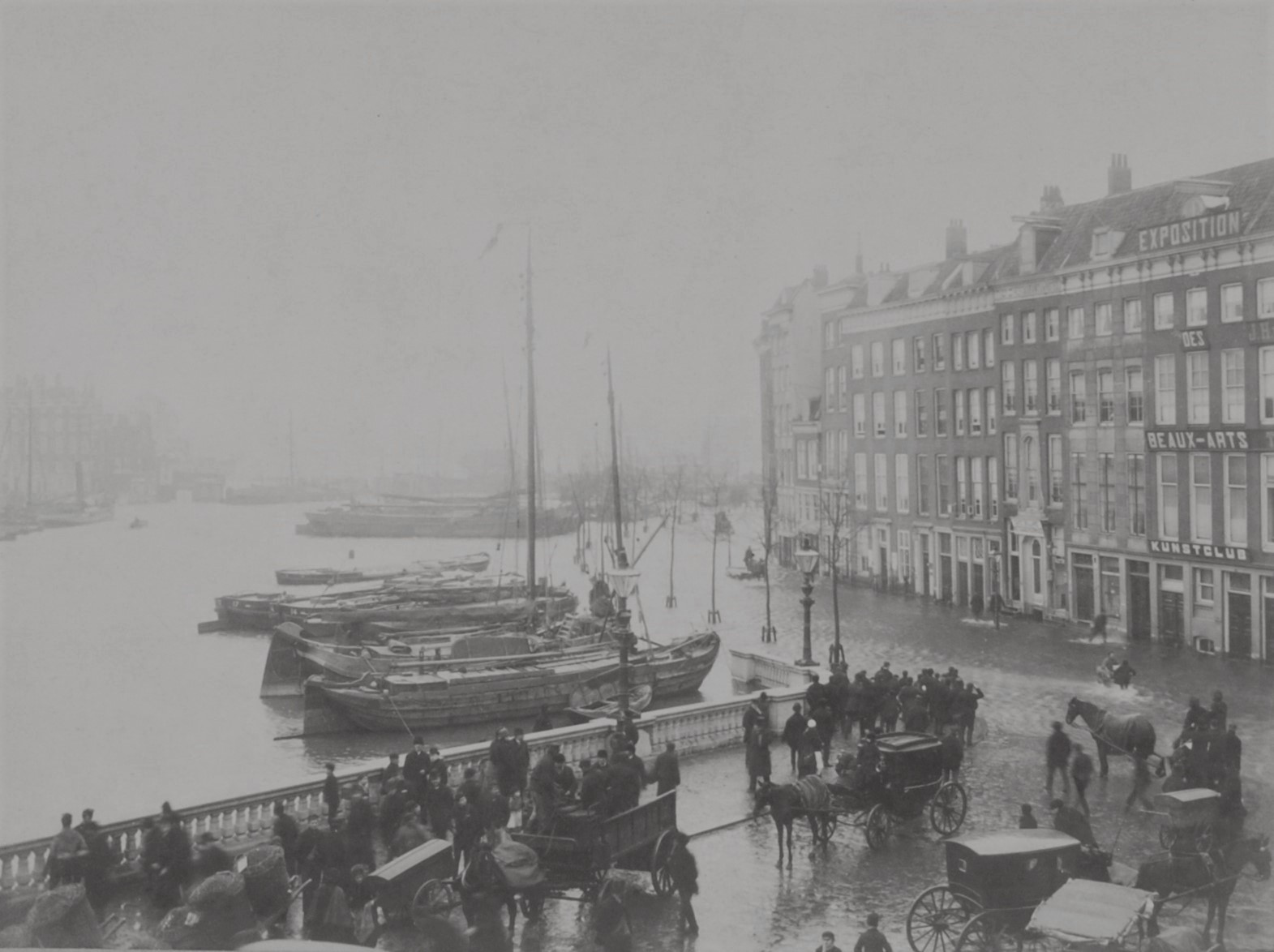
Oude Haven tijdens een overstroming, jaren 1900
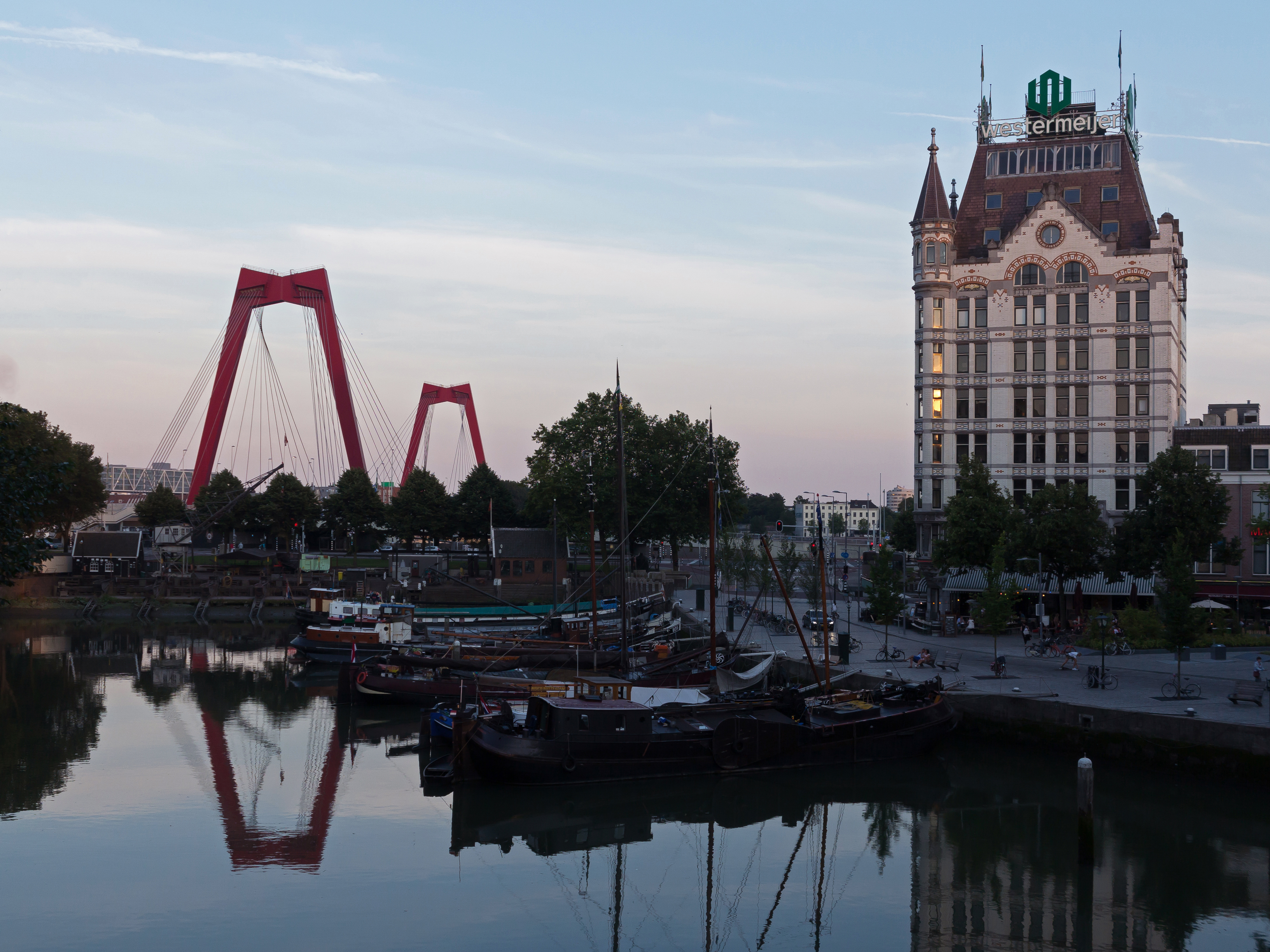
Oude Haven met Witte Huis en Willemsbrug, 2015
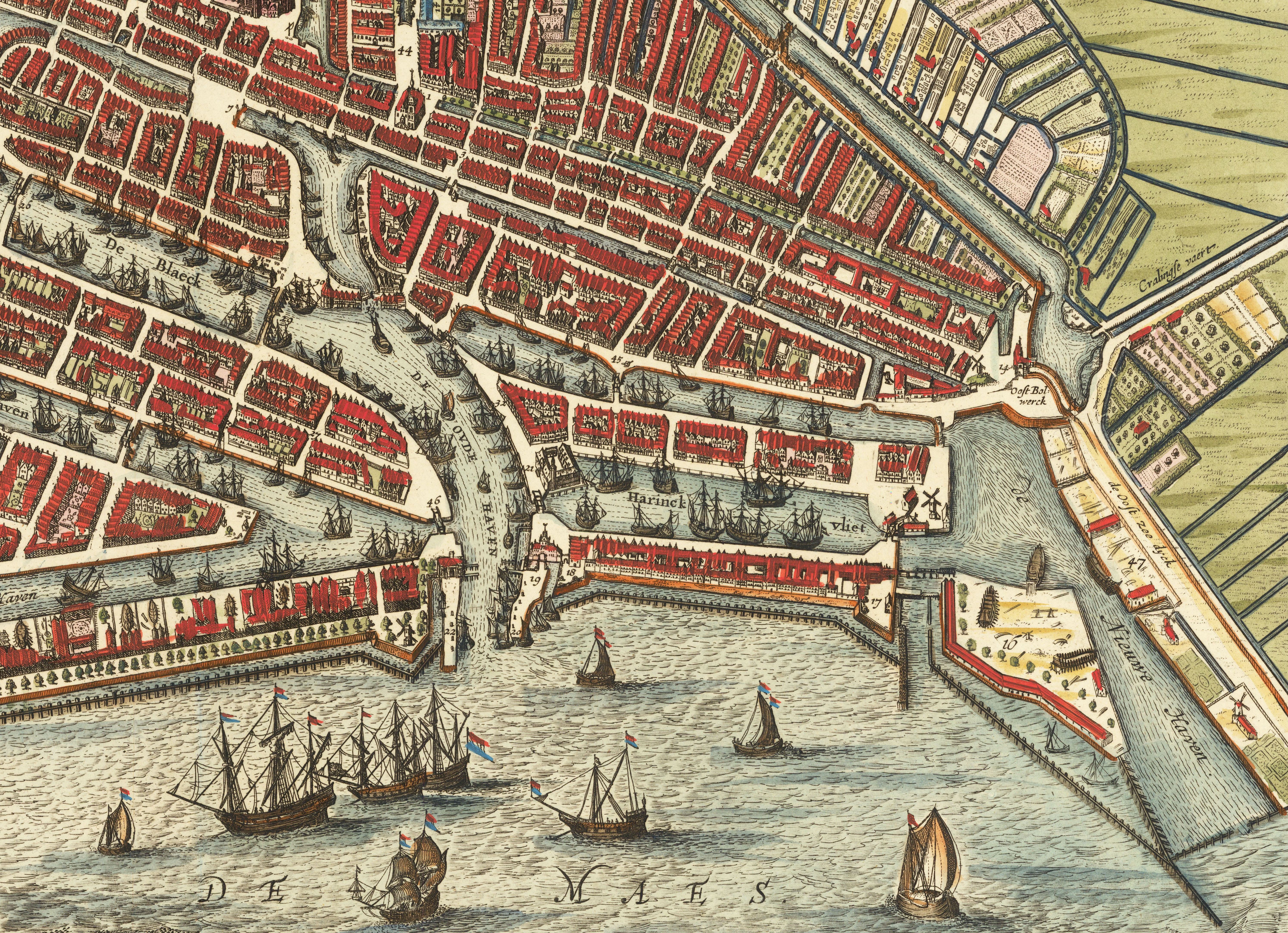
Kaart van de Oude Haven in 1690